# María Mercedes Maciel Ortiz
María Mercedes Maciel Ortiz (Ciudad Manuel Doblado, Guanajuato, 1 de diciembre de 1959) es una política mexicana, miembro del Partido del Trabajo. Ha sido diputada federal y fue candidata del PT y Convergencia a gobernadora de Baja California en las elecciones de 2007.
Estudió hasta séptimo semestre de la licenciatura en Derecho en la Universidad Nacional Autónoma de México. Ha sido miembro del Partido Socialista de los Trabajadores, del Partido Mexicano Socialista, del Partido de la Revolución Democrática y desde 1993 del Partido del Trabajo, en el cual forma parte de la Comisión Ejecutiva Nacional desde 1996. De 1986 a 1989 fue regidora al Ayuntamiento de Tijuana, Baja California, y de 2004 a 2005 delegada municipal en Cerro Colorado, Tijuana. En dos ocasiones ha sido elegida diputada federal por representación proporcional, a la LVII Legislatura de 1997 a 2000 y a la LX Legislatura de 2006 a 2009.
El PT y Convergencia la postularon como su candidata a gobernadora de Baja California en 2007, ante lo cual resolvió no solicitar licencia a la Diputación, lo que fue impugnado por sus contrincantes. y posteriormente el Tribunal Electoral Estatal determinó la nulidad de su candidatura.
Finalmente el Tribunal Electoral del Poder Judicial de la Federación restituyó su candidatura al considerar que la Constitución de Baja California era lesiva a sus derechos político-electorales; sin embargo, ante su mínima posibilidad de triunfo, el 1 de agosto anunció la declinación de su candidatura y pidió el voto para Jorge Hank Rhon, aunque su nombre permanecería en las boletas electorales.